# جنبش ۱۹ آوریل
جنبش ۱۹ آوریل (اسپانیایی: Movimiento 19 de Abril‎) یا M-19، یک جنبش چریکی در کلمبیا بود. بعد از کنار گذاشتن عملیات نظامی، تبدیل به یک حزب سیاسی به نام اتحادیه دموکراتیک M-19 (Alianza Democrática M-19) یا AD / M-19 را تشکیل داد.
M-19 در انتخابات تقلبی ریاست جمهوری ۱۹ آوریل ۱۹۷۰ شروع به فعالیت کرد. در این انتخابات، اتحاد ملی مردمی (ANAPO) حزب دیکتاتور سابق نظامی گوستاوو روخس پینیلا از پیروزی انتخاباتی محروم شد.
ایدئولوژی M-19 ترکیبی از ناسیونالیسم و سوسیالیسم انقلابی است ولی هدف اصلی آن برقراری دموکراسی در کلمبیا بود. این حزب ایده‌هایش را از دیگر گروه‌های چریکی آمریکای جنوبی مانند توپامارو در اروگوئه و مونتونروس در آرژانتین گرفت.
در نیمه سال ۱۹۸۵ زمانی که تعدادی از اعضای فعال این حزب که نزدیک به ۱۵۰۰ تا ۲۰۰۰ نفر برآورد می‌شدند ام ۱۹ دومین گروه چریکی بزرگ در کلمبیا بعد از ارتش انقلابی کلمبیا بحساب می‌آمد.

## فعالیت مسلحانه
تاریخ M-19 را می‌توان به دو بخش تقسیم کرد: قسمت اول عدم موفقیت مبارزات مسلحانه انقلابی از اوایل تا اواسط دهه ۱۹۸۰، در حالی که قسمت دوم رابطه موفقیت‌آمیز و سازنده با جامعه مدنی و فعالیت سیاسی در اواخر دهه ۱۹۸۰ و اوایل دهه ۱۹۹۰ بود.
در میان اقدامات انجام شده توسط M-19، برخی رویدادهای مهم، برجسته تر هستند. در یک اقدام بسیار نمادین، در سال ۱۹۷۴،M-19 یکی از شمشیرهای سیمون بولیوار را از یک موزه ربود، رویدادی که توسط گروه مورد استفاده قرار گرفت، تا به نمادی از آنچه که آن‌ها قیام غیرنظامیان علیه یک رژیم ناعادلانه می‌نامیدند تبدیل شود. در شب سال نو سال ۱۹۷۹، این گروه به یکی از اسلحه خانه‌های ارتش کلمبیا تونلی حفر کرد و بیش از ۵۰۰۰ اسلحه را به کنترل درآورد. این یکی از اولین نشانه‌های پتانسیل واقعی این گروه برای اقدام مسلحانه بود. در فوریه ۱۹۷۶، M-19 رهبر اتحادیه، خوزه راکوئل مرکادو، که رئیس کنفدراسیون کارگران کلمبیا بود، را ربوده و در ۱۹ آوریل ۱۹۷۶، او را اعدام کرد. این رویداد کشور را تکان داد. گروه مرکادو را متهم به گرفتن رشوه و همکاری با سیا نمود.

### حمله به سفارت جمهوری دومینیکن
این گروه همچنین برای فعالیت‌های برجسته دیگری مانند حمله به سفارت دومینیکن شناخته می‌شود. در ۲۷ فوریه۱۹۸۰ چریک‌ها به سفارت جمهوری دومینیکن در یک جشن کوکتل پارتی یورش بردند. آن‌ها بیشترین تعداد دیپلمات را که تا بحال در کلمبیا ثبت شده‌است را به گروگان گرفتند، که شامل ۱۴ سفیر می‌شد که سفیر آمریکا نیز در بین آن‌ها بود. در نهایت، پس از مذاکراتی سخت از طرف دولت جولیو سزار توربیی ایالا، گروگان‌ها به صورت صلح‌آمیز آزاد شدند و گروگان گیرها مجاز به ترک کشور برای رفتن به تبعید در کوبا شدند. بعضی از آن‌ها بعدها بازگشتند و فعالانه در فعالیت‌های M-19 شرکت کردند. بسیاری از شایعات همانموقع و نقل قولهایی از حاضرین در رویداد که بعدها مطرح شده بیانگر آن بود که دولت کلمبیا با اعطای ۱ تا ۲٫۵ میلیون دلار به M-19، گروه احتمالاً به یکی از درخواست‌های خود در برابر آزادی گروگان‌ها رسیده باشد.

## نخستین مذاکرات صلح
در زمان دولت بیلیساریو بتانکور (۱۹۸۲–۱۹۸۶)، جیمی بتمن کایون که در آن زمان بالاترین رهبر M-19 بود، به دولت کلمبیا برای حل منازعه پیشنهاد مذاکره در پاناما را داد. اما بتمن در ۲۸ آوریل۱۹۸۳ در یک سانحه هوایی، در حالی که در حال رفتن به پاناما بود، درگذشت و مذاکرات به حالت تعلیق درآمد.
مذاکرات با توافقنامه‌های کورینتو، کائوکا به پایان رسید. برای آتش‌بس توافق شد و قرار شد در آینده مجدداً گفتگوها برای انحلال نیروهای گروه چریکی ادامه یابد. با این وجود، بخش‌هایی از نیروهای نظامی با توافقنامه‌ها مخالف بودند، در همان حال که اوریبی‌ها و همانهایی که در کورینتو بودند مسئول حملات علیه جان رهبران اصلی مانند ایوان مارینو اسپینا، آنتونیو ناوارو وولف، کارلوس پیزارو، مارکوس چالیتا و غیره بودند.

## حمله به کاخ دادگستری
گروه M-19 به عنوان یک گروه چریکی همچنین مسئول حمله به کاخ دادگستری شناخته شده‌است. این حمله، در تاریخ ۶ نوامبر ۱۹۸۵، حدود ۳۰۰ وکیل، قاضی، دادگاه عالی و دادگاه جنحه توسط ۳۵ چریک شورشی مسلح در کاخ دادگستری، ساختمانی که دادگاه عالی کلمبیا را در خود داشت، به گروگان گرفته شدند. آن‌ها خواستار آن بودند که رئیس جمهور بلیساریو بتانکور توسط دادگاه بجرم خیانت به تمایل به صلح در کشور مورد محاکمه قرار گیرد. هنگامی که این موضوع علنی شد، ارتش کلمبیا اطراف کاخ دادگستری را با سربازان و خودروهای زرهی کاسکاولEE-9 محاصره کرد. برای مدت کوتاهی، تلاش ناموفقی برای مذاکره انجام شد، اما به رغم درخواست‌های ناامیدانه برخی از گروگان‌های مهم که توسط تلفن ارسال شده بود، مذاکرات راه به جای نبرد.
دولت بتانکور و مشاورانش خود را در موقعیت دشواری یافتند. آن‌ها مایل نبودند که به خواسته‌های شورشیان تن بدهند، زیرا که با در نظر گرفتن این موضوع که این شیوه بعداً برای M-19 به صورت روال عملکردی در خواهد آمد و به‌طور قابل توجهی موقعیت دولت را به خطر خواهد انداخت. در نهایت، پس از بحث‌های مفصل و تند، در یک جلسه اضطراری تصمیم گرفته شد که به ارتش اجازه داده شود که برای کنترل وضعیت اقدام کند و با شیوه قهریه کاخ را بازپس گیرد.
به نوبه خود این شیوه برخورد بشدت بحث‌برانگیز، مجموعه‌ای از وقایع و رخدادها را در پی داشت که کما بیش تا به امروز بر سر آن در کلمبیا بحث می‌شود. در اثر فوران آتش سنگین متقابل میان سربازان در حال ورود و شورشیان تثبیت شده که شامل آتش پشتیبانی کاسکاول EE-9 بود، ساختمان کاخ در معرض خسارات سنگین و آتش‌سوزی قرار گرفت و بیش از ۱۰۰ نفر (از جمله ۱۱ نفر از ۲۱ قاضی دادگاه عالی کشور) کشته شدند؛ و پرونده‌های ارزشمند قضایی و قانونی نابود شدند.
گروه M-19 در طی این رویداد تعدادی از فرماندهان بلندمرتبه خود را از دست داد و پس از آن دولت را مسئول پی آمدهای خون‌ریزی معرفی کرد. قربانیان غیرنظامی جان بدر برده و خانواده‌هایشان مواضع مختلفی داشتند؛ برخی گروه M-19 را مقصر می‌دانستند، برخی دولت بتانکور را مقصر می‌دانستند، اما بسیاری هر دو را متهم کردند. ظاهراً هنوز هیچ اتفاق نظری در مورد این واقعه وجود ندارد.
آنا کاریگان در برابر نسخه به‌طور گسترده پذیرفته شده ادعا کرد که اربابان مواد مخدر (قاچاقچیان مواد مخدر)، مانند پابلو اسکوبار، ممکن است این عملیات را ترتیب داده باشند تا از چندین پرونده تحقیق کیفری که در بین اسناد از بین رفته در این رویداد بوده خلاص شوند. کمیسیون ویژه تحقیقاتی که توسط دولت بتانکور تشکیل شد، گزارشی در ژوئن ۱۹۸۶ منتشر کرد و نتیجه گرفت که اسکوبار هیچ ارتباطی با این رویداد نداشته‌است، لذا، این اتهامات قابل اثبات نیست (البته امکان وجود چنین احتمالی را نیز منکر نشد). کاریگان ادعا کرد که این تحقیقات توطئه‌ای توسط دولت کلمبیا بود. دیگران تصریح می‌کنند که رابطهٔ ادعایی چریک‌ها و کارتل‌های مواد مخدر بعید به نظر می‌رسد زیرا این دو نوع سازمان مخالفت‌ها و درگیرهای متعددی با یکدیگر داشتند مانند آدم‌ربایی نیوس اوکوا، خواهر خوآن دیوید اوچوا، مؤسس کارتل مدلین، که توسط گروه M-19 صورت گرفت. این آدم‌ربایی منجر به ایجاد یک گروه شبه نظامی میورت اِ سکیورسترادورس(MAS) ("مرگ بر آدم ربایان") توسط کارتل مدلین شد. با این حال، نظریه‌های وی مبنی بر توطئه و بدبینی شراکت اسکوبار یا دخالت کارتل مدلین به شدت توسط دیگران مانند رکس هادسون که مدعی شدند "شواهد محکمی" دارند که ارتباط کارتل را با طرح نشان می‌دهد، بی‌اعتبار شد.
دستیار سابق دادستان کل کلمبیا، معاون بازرس مالی کل کلمبیا، نویسنده و پروفسور خوزه موریسویو گائونا همراه با وزیر سابق دادگستری و سفیر کلمبیا در بریتانیا، کارلوس مدلین بکِرآ، به همراه پسران دو قاضی کشته شده دادگاه عالی قضایی، برای تحقیقات بیشتر فشار وارد کردند تا ارتباطات احتمالی بین گروه M-19 و اربابان کارتل مواد مخدر مدلین مشخص شود. شهردار بوگوتا، گوستاو پترو، یک عضو سابق گروه چریکی M-19، این اتهامات را رد کرده و اعلام کرد آن‌ها بر اساس شهادت‌های متناقض اربابان مواد مخدر تهیه شده‌است. پترو می‌گوید که اعضای باقی‌مانده M-19 به نمایندگی از کل سازمان خود مسئولیت وقوع حوادث ناگوار را می‌پذیرند، ولی هرگونه ارتباط با تجارت مواد مخدر را رد می‌کنند.

## انحلال و مشارکت سیاسی

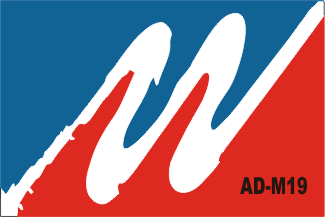
بنر جدیدی که توسط اتحادیه دموکراتیک M-19 پذیرفته شده‌است.

در اواخر دهه ۱۹۸۰، گروه M-19 سرانجام سلاحهایش را تحویل داد، در مقابل مشمول عفو شد و تبدیل به یک حزب سیاسی شد که نامش را به اتحادیه دموکراتیک M-19 ("Alianza Democrática M-19" یا (AD / M-19)) تغییر داد، که مبارزه مسلحانه را نفی کرد.
در نهایت گروه M-19 شمشیر بولیوار را که به عنوان نمادی از زمان جنگ، در تملک خود داشت، به عنوان بخشی از خلع سلاح تحویل داد که بیانگر تمایل به تغییر جامعه از طریق مشارکت سیاسی و شیوه‌های قانونی بود.
در سال ۱۹۹۰، یکی از چهره‌های برجسته گروه و فرمانده پیشین چریک‌ها، کارلوس پیزارو لونگومز نامزد ریاست جمهوری شد، او هنگام پرواز با یک شرکت هواپیمایی، توسط قاتلان کشته شد، ظاهراً قتل به دستور کارتل مواد مخدر و رهبران شبه نظامی (کارلوس کاستاو، فرمانده مخفی نیروهای متحد دفاع از کلمبیا (AUC)، مسئولیت خود را برای قتل در کتاب ۲۰۰۲ و مصاحبه پذیرفت). برخی از سایر اعضای آن نیز با تهدیدهای مختلف مواجه شدند یا به شیوه‌های مشابه به قتل رسیدند. آنتونیو ناوارو ولف جانشین پیزارو را به عنوان رهبر حزب، جایگزین نامزد ریاست جمهوری کرد که در انتخابات ریاست جمهوری همان سال در مقام سوم قرار گرفت.
علیرغم ادامه خشونت در مقیاس کوچکتر علیه آن، AD / M-19 در دهه ۱۹۹۰ جان به در برد و نتایج مطلوب انتخاباتی در حوزه‌های محلی به دست آورد و به‌طور فعال به عنوان یک نیروی سیاسی برجسته در شکل‌گیری قانون اساسی جدید کلمبیا در سال ۱۹۹۱ که جایگزین یک سند محافظه کارانه که از سال ۱۸۸۶ میلادی باقی مانده بود، شراکت داشت. آنتونیو ناوارو یکی از سه رئیس مجلس نمایندگان مؤسسان کلمبیا، به همراه نمایندگانی از احزاب لیبرال و محافظه کار کلمبیا بود.
چندین تحلیل گر معتقدند AD / M-19 تاکنون به نقطه اوج خود رسیده و در حالی که هرگز به‌طور کامل در زمینه سیاسی حذف نخواهد شد، به عنوان یک حزب در روند خود به خودی به تدریج افت پیدا می‌کند، اگرچه که بسیاری از اعضای سابق آن با نفوذ به خط مقدم در ائتلاف نخبگان مستقل دموکراتیک جای گرفته‌اند.